# Сексуальная революция
Сексуа́льная револю́ция — процесс и результат коренных изменений в сексуальной жизни общества, характеризующихся существенными преобразованиями сексуальных ценностей, ориентаций, норм, санкций и сексуальных отношений, и ломающий общественные консервативные нормы, вроде секса вне брака, целомудрия и прочих.
Термин введён Вильгельмом Райхом в первой половине XX века. Существует мнение, что сексуальная революция впервые произошла в Советской России после Октябрьской революции, однако в период правления Иосифа Сталина чрезмерная сексуальная свобода стала порицаться. В узком смысле сексуальной революцией называют процессы, имевшие место в США и Европе (в конце 1960 — начале 1970-х) и на постсоветском пространстве (в конце 1980 — начале 1990-х).

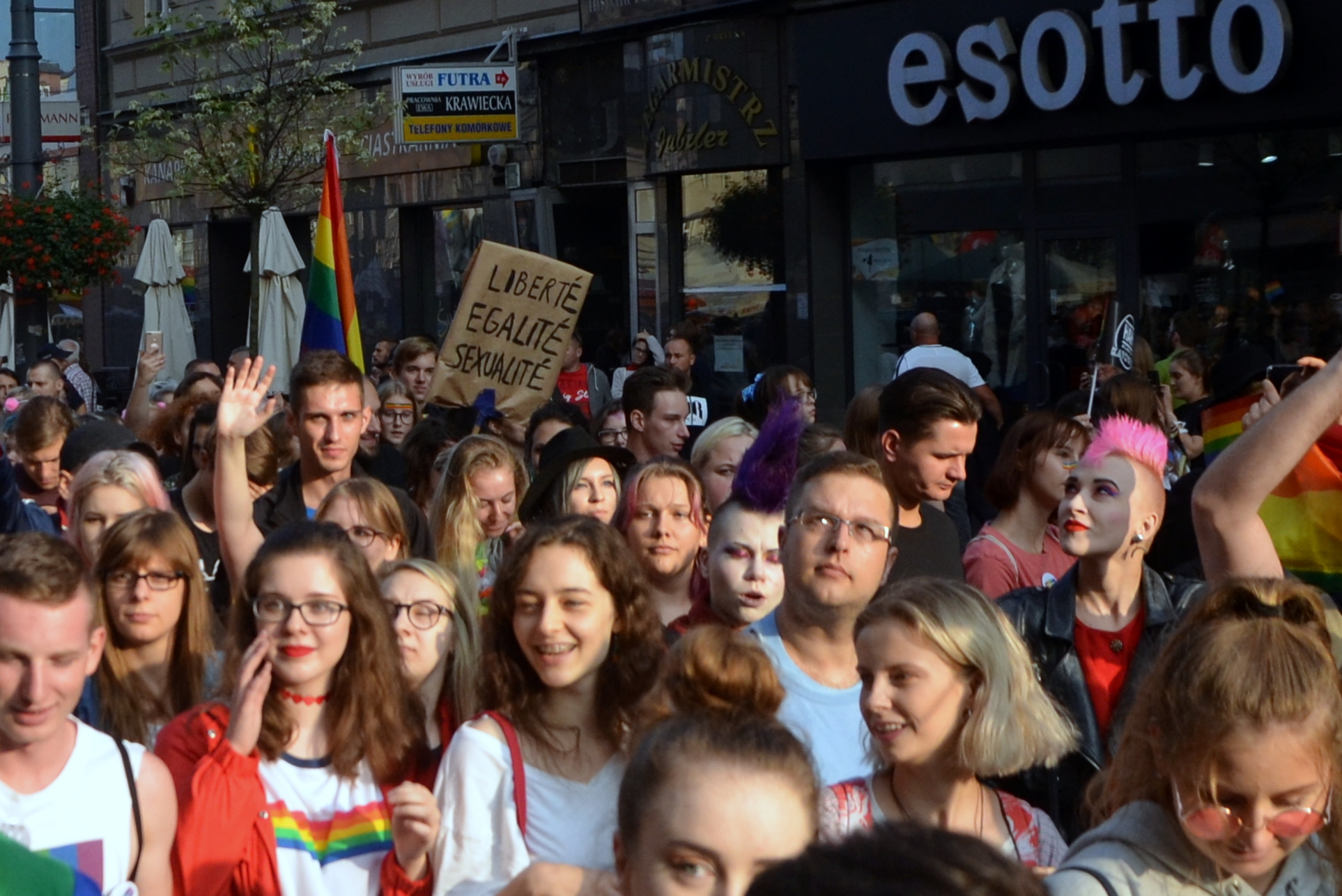
«Свобода! Равенство! Сексуальность!»; аллюзия на девиз Французской революции. Гей-парад в Катовице, 2018 год, Польша

## Предпосылки

### Основные факторы
Отношение к сексу в обществах с христианской культурой вплоть до последней трети XX века основывалось в первую очередь на традиционной христианской морали, которая была основана на Библии и традициях. Среди особенностей общества того времени можно выделить следующее:
- Секс был табуированной темой в обществе.
- Трудность контрацепции.
- Трудность, опасность для здоровья женщины и, во многих странах, криминальность абортов, а также отрицательное отношение к ним в обществе.
- Декларируемая неприемлемость секса вне брака.
- Различное отношение общества к внебрачной сексуальной активности мужчин и женщин. Для неженатого мужчины сексуальные связи и пользование услугами проституток считались естественными, во всяком случае, простительными. Женщина, уличённая в несохранении девственности до замужества, автоматически отвергалась обществом. Обнаружение сексуальной внебрачной связи в глазах общества гораздо более компрометировало замужнюю женщину, нежели женатого мужчину.
- Не только религиозное и моральное неприятие, но и юридическое преследование за однополые сексуальные отношения.

### Ранние исторические аналоги
В настоящее время под словами «сексуальная революция» чаще всего подразумеваются события 1970-х годов. Однако неверно рассматривать весь предшествующий период истории как пуританский, со строгой моралью и табуированной темой секса. В Европе чётко просматриваются несколько циклов, на протяжении которых резко менялось отношение к сексу: от полного табуирования данной темы, до свободы нравов и сексуальных отношений. Причём эта цикличность прослеживается почти на три тысячелетия.
- Если взять за точку отсчёта основание Рима (753 г. до н. э.), то примерно на протяжении шестисот лет мораль была строгой, патриархальной. Крайне сильной была власть отцов и вообще старшего поколения, идеалом женщины выступала Лукреция — римлянка, убившая себя после изнасилования. Примерно в середине II века до н. э. наступил перелом, вызванный знакомством Рима с моралью восточных эллинистических государств. Свобода нравов за короткий срок становится повсеместной, временами переходящий все границы настолько, что римские императоры вынуждены были издавать указы, запрещающие патрицианкам заниматься проституцией. И в этот момент появляется христианство, которое было полной противоположностью римскому обществу. Постепенное подавление сексуальности привело к тому, что она оказалась под запретом уже к концу 300-х годов.
  - После падения Рима и периода «варварских королевств» наступает Средневековье — эпоха господства Католической церкви. Аскетизм был провозглашён идеалом, секс рассматривался прежде всего как средство продолжения рода. Этот период продолжался приблизительно с начала VII по начало XVI веков, то есть около девятисот лет.
- Затем наступает эпоха Возрождения. Центром Вселенной становится Человек, его красота более не рассматривается как что-то постыдное. Соответственно, ослабевает и религиозная мораль католиков. Эпоха XVI—XVIII веков — это эпоха «куртизанства», официальных фавориток и т. п.
- В XIX веке побеждает так называемая пуританская мораль. Она тоже связана с христианской религией, но уже не с католичеством, а с протестантством. Именно в протестантских государствах (Великобритания, Германия, Нидерланды, Норвегия, Швеция, Дания, США) мораль становится максимально строгой. Секс вне брака (особенно у девушек и женщин) считается верхом разврата, гомосексуальность и мастурбация рассматриваются как психические заболевания. Именно окончание этого периода и переход к современной морали и называется сейчас сексуальной революцией.

### Предпосылки пересмотра взглядов
Однако уменьшение влияния церкви, переход от аграрного общества к индустриальному привели к изменению сознания людей. Консервативные традиции подверглись сомнению, женщины стали добиваться равенства с мужчинами.
Так, в конце XIX века — начале XX века, в основном в Великобритании и США, получило распространение движение суфражисток, целью которого было предоставление женщинам избирательного права наравне с мужчинами. Логичным продолжением движения стал феминизм.
Зигмунд Фрейд стал одним из первых учёных, занявшихся проблемой сексуальности. Также над этим вопросом работал Вильгельм Райх, в результате чего в 30-х годах XX века он написал книгу «Сексуальная революция». Райх был не только учёным, но и общественным деятелем. Его программа включала следующие основные моменты:
- Интенсивное образование в области контроля рождаемости;
- Предоставление контрацептивов всем желающим;
- Разрешение абортов;
- Разрешение разводов;
- Сексуальное образование как средство профилактики венерических заболеваний и сексуальных проблем;
- Обучение сексуальной гигиене врачей и учителей;
- Отказ от наказания преступников, совершивших преступления на сексуальной почве; лечение таких преступников на основе психоанализа.

## Сексуальная революция в раннем СССР

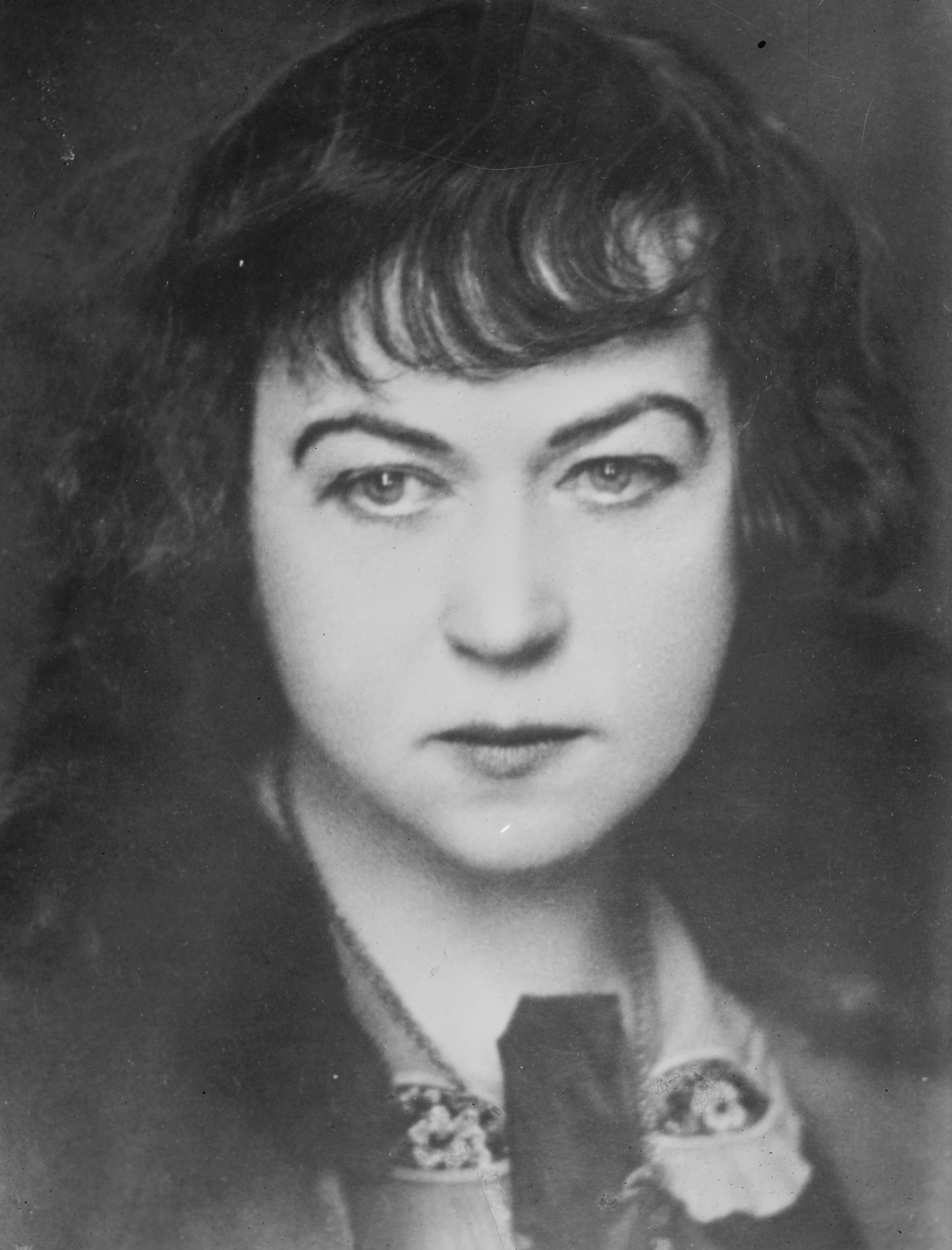
Александра Коллонтай — государственный и революционный деятель СССР. Идеолог сексуальной революции. Автор концепции «новой женщины», переосмысливающей роль женщин в социалистическом обществе

Советская Россия стала одним из первых государств, где было отменено уголовное преследование за гомосексуальность.
Среди молодёжи в первые годы Советской власти была популярна теория стакана воды, заключавшаяся в отрицании любви и сведении отношений между мужчиной и женщиной к инстинктивной сексуальной потребности, которая должна находить удовлетворение без всяких «условностей», так же просто, как утоление жажды.
Начало сексуальной революции в России отразилось в первых декретах советской власти. Согласно декрету о расторжении брака от 16 (29) декабря 1917 года расторгнуть брак можно было без обоснования причин. Согласно декрету о гражданском браке, о детях и введении книг-актов состояния 18(31) декабря 1917 года «Российская Республика впредь признаёт лишь гражданские браки…», что обозначало в те годы сожительство мужчины и женщины, а церковный брак, наряду с обязательным гражданским, стал считаться частным делом брачующихся.
В 1920-х годах действовало общество «Долой стыд». В 1922 году его члены проводили в Москве вечера Обнажённого тела. Позднее они проводили шествия в Москве и Харькове, участники данных шествий ходили по улицам совершенно нагими или с лентой с надписью «Долой стыд». Однако в 1925 году деятельность общества стала пресекаться милицией.
С началом НЭПа начался новый всплеск проституции, она практиковалась практически открыто представительницами всех слоёв общества. По данным опросов, услугами проституток пользовалось от 40 % до 60 % взрослого мужского населения. Однако уже в феврале 1923 года власти начали борьбу с проституцией, в результате численность проституток сократилась.
Более консервативный взгляд на секс пропагандировался в популярной в те годы работе «Двенадцать половых заповедей революционного пролетариата» советского психиатра Арона Борисовича Залкинда: он считал, что современный ему человек в повседневной жизни страдает половым фетишизмом, который следовало преодолеть с помощью науки; энергия пролетариата, как цельного класса, не должна была растрачиваться на половые связи, бесполезные для его исторической миссии, поэтому до брака, а именно до 20—25 лет, необходимо было, по мнению Залкинда, половое воздержание; половой акт не должен был повторяться слишком часто и т. д.

## Консервативный откат в СССР после НЭПа
С конца 1920-х гг. и усиления власти Сталина половая свобода стала восприниматься резко отрицательно. Был провозглашён лозунг «Семья — ячейка общества». Хотя за супружескую неверность, добрачный секс и развод не было предусмотрено никаких юридических последствий (кроме случаев изнасилования и гомосексуализма), тем не менее все эти действия стали считаться глубоко аморальными.
В 1934 году было введено уголовное наказание за мужеложество, а общества однополых людей стали считаться рассадником контрреволюционных идей и преследоваться.
После войны также отмечались волнообразные изменения по отношению к сексуальному поведению. Сразу после войны наблюдалось усиление морально-идеологического контроля, но с началом «оттепели» он ослабел. В 1980-х годах сдерживать новую сексуальную революцию в СССР уже по сути было невозможно. Общество динамично развивалось. Во-первых, подростки 1980-х годов были детьми тех, кто сам прошёл сексуальную либерализацию периода «оттепели», и позиция родителей уже сводилась не к тотальной нетерпимости добрачного секса у детей, а к «серьёзным и откровенным разговорам» и «предостережением от ошибок и глупостей»: девочек уже тотально не ограничивают в использовании макияжа и фасона причёсок. Но самое главное, впервые появляется полноценное сексуальное просвещение: издаются книги, брошюры, тема сексуальных отношений занимает значительное количество полос в журналах, начиная от «Пионера» и заканчивая «Огоньком».
Закономерным результатом стала трансформация установок и динамики сексуального поведения: снижение возраста сексуального дебюта, эмансипация сексуальной мотивации от репродукции, рост количества разводов, добрачных и внебрачных зачатий и рождений, повышение интереса к эротике, ресексуализация женщин.
Отношение в обществе к произошедшей в России сексуальной революции полярно.
Либерально настроенная часть общества в целом положительно оценивает произошедшие изменения.
Консервативная часть общества, наоборот, считает, что сексуальная революция в России скорее принесла больше негативных последствий. При этом называются следующие причины:
- глобальные тенденции: снижение рождаемости, поздние браки, распад семьи[17];
- результаты смены общественно-экономической формации, распада Советского Союза и дезинтеграции России: рост детской смертности, снижение продолжительности жизни, разрушение общественного здравоохранения, общую криминализацию общества[16].

Под стать ситуации в политике и экономике сексуальная свобода обернулась аномией и анархией. Помимо безусловно позитивной индивидуализации, приватизации и интимизации сексуальности, есть и её негативные стороны: её деромантизация, коммерциализация и вульгаризация.

## Сексуальная революция в странах Запада в 1960-е — 1970-е годы

### Начало сексуальной революции
Если старшее поколение 1900—1920 годов рождения родилось в сложных условиях аграрно-индустриального общества начала XX века, а взрослели в период испытаний первой половины XX века, а именно Первой мировой войны, Великой депрессии и Второй мировой войны, то есть не имели достаточно свободного времени для своих причуд и сильно «выматывались» в быту и труде, а в сельской местности в XX веке в основном ещё придерживались традиционных взглядов, то дети (и внуки) в условиях урбанизации, растущей экономики и материальной удовлетворенности 1960—1970 гг. уже не чувствовали потребности в прежней морали. Важнейшим фактором стало появление надёжных и доступных способов контрацепции, что позволило использовать секс лишь в целях достижения удовольствия.
Всё это вместе взятое привело к формированию нового сознания. Секс перестал быть запретной темой. Со второй половины 1960-х годов сначала молодые люди, а за ними и немолодые, постепенно порывают со старым представлением о сексе. Появляется движение новых левых, которые стали бороться за сексуальную свободу.

### Продолжение либерализации нравов
Секс перестал быть запретной темой. Профессия учёного, исследующего секс, перестала считаться неприличной. Уменьшилась роль «традиционных ценностей» (например, восприятия семьи как обязанности), возросла самостоятельность женщин. Они больше не стремились во что бы то ни стало выйти замуж. Сексуальная революция тесно переплеталась с феминизмом, который выступал как контрреволюционная сила, запрещающая проституцию, порнографию и «сексуализацию и объективацию женщин».
В 1965—1967 годах прочно встала на ноги нелегальная индустрия порнографии, прежде всего в Великобритании и Дании. Также эти годы были отмечены съёмками в западных странах рекордно большого количества за всю историю кинематографии откровенных фильмов эротического содержания.

## Современность
Сексуальная революция в корне изменила взгляды общества на секс, брак и отношения между мужчинами и женщинами.
- Один брак на всю жизнь в массе более не считается единственно допустимым решением, так же как и обязательство выходить замуж/жениться.
- Добрачные половые связи больше не осуждаются.
- Рождение детей теперь не считается обязательным.
- Мужчины и женщины могут свободно носить любую одежду.
- Разводы законны в большинстве стран первого мира и больше не осуждаются.
- Люди могут свободно говорить о сексе.
- Сексуальное воспитание включено в учебные планы многих стран западного мира.
- Контрацепция общедоступна в большинстве стран первого мира.
- Аборты законны в большинстве стран первого мира.
- На данный момент во многих странах первого мира легализованы однополые браки.
- Гомосексуальность больше не считается болезнью, а дискриминация по признаку сексуальной ориентации осуждается.

Сексуальная революция победила не полностью и не везде. Особенно это касается тех стран, которые не принимали непосредственного участия в событиях 1970-х, в том числе и постсоветские страны. Распространены сексизм и гомофобия, часто можно услышать о «разложении морали».
Также существует тенденция на Западе к сексуальной контрреволюции. Она идёт как со стороны ультраконсервативных движений, вроде ультраправых или религиозно-фундаменталистских, так и со стороны феминисток второй волны. Последние призывают к запрету проституции, ограничению сексуальной объективации женщин и осуждению открытого проявления заинтересованности в сексе со стороны мужчины (например, комплименты или прикосновения могут трактоваться как домогательство).

## Отражение в массовой культуре
Сексуальная революция была в том числе революцией медийной. Упоминания сексуальных практик появляются в прессе, строчках песен, комиксах, кино. Самыми известными медиапродуктами, изображавшими сексуальные сцены и исследовавшими проблематику полового вопроса, можно назвать: новеллы «Тропик Рака», «Fear of Flying» и «Радость секса. Книга о премудростях любви»; журналы «Playboy» и «Penthouse»; фильмы «Я любопытна — фильм в жёлтом», «Полуночный ковбой», «Последнее танго в Париже», «Глубокая глотка».
Постреволюционные медиапродукты, обращающиеся к теме сексуальной революции:
- В 1994 году группа Army of Lovers написала песню «Sexual revolution».
- В 2003 году режиссёр Бернардо Бертолуччи снял фильм «Мечтатели», где одной из тем фильма является сексуальная революция в Париже конца 1960-х годов.